# Afrikanischer Schlangenkopffisch
Der Afrikanische Schlangenkopffisch (Parachanna africana) ist ein Süßwasserfisch aus der Familie der Schlangenkopffische und kommt vom Ouémé in Benin über das Nigerdelta und den unteren Cross River in Nigeria bis Kamerun, möglicherweise auch bis Gabun vor.

## Merkmale
Der Afrikanische Schlangenkopffisch erreicht eine Maximallänge von 33 cm und hat den für Schlangenkopffische typischen langgestreckten, sich nach hinten etwas verjüngenden Körper mit langer Rücken- und Afterflosse. Der Kopf ist abgeflacht und mit relativ großen Schuppen bedeckt (größer als die Körperschuppen). Der Unterkiefer des Raubfisches steht etwas vor und ist mit drei bis vier gut entwickelten Fangzähnen bestückt. Rücken- und Afterflosse haben keinen Kontakt zur abgerundeten Schwanzflosse.
- Flossenformel: Dorsale 45–48, Anale 32–35.
- Seitenlinienschuppen 73–83, Querreihenschuppen 19–24.

Der Afrikanische Schlangenkopffisch ist hell- bis dunkelgrau gefärbt, bei einer dunkleren Rücken- und einer hellen Bauchseite. An den Körperseiten sieht man acht bis elf winkelförmige dunkle Balken. Ein dunkles Band zieht sich vom Hinterrand des Auges bis zum Ende des Kiemendeckels, wo es einen großen dunklen Fleck bildet. Ein kleinerer dunkler Fleck liegt auf der Schwanzflossenbasis. Auf den Flossen sind mehr oder weniger deutlich ausgeprägte schräge, dunkle Streifen sichtbar. Jungfische sind ockerfarben und besitzen ein schwarzes Längsband, das sich von der Maulspitze bis zur Schwanzflosse erstreckt.